# Purgarija Čepić
Purgarija Čepić is een plaats in de gemeente Kršan in de Kroatische provincie Istrië. De plaats telt 238 inwoners (2001).